# 岩間徹
岩間 徹（いわま とおる、1945年6月21日 - ）は、日本の法学者。専門は国際法、環境法。西南学院大学前副学長。皆川洸の弟子。
環境法政策学会理事、元ラムサールセンター会長。春日市環境審議会会長等も歴任。

## 略歴
1969年国際基督教大学教養学部卒業、1974年ハワイ大学大学院修士課程修了、1976年一橋大学大学院法学研究科修士課程修了、1980年一橋大学大学院法学研究科博士後期課程満期退学。
一橋大学法学部助手、オーストラリア国立大学客員研究員を経て、1982年から福岡大学法学部助教授・教授、1994年から西南学院大学法学部教授、2003年から2006年まで西南学院大学副学長。
2024年、瑞宝中綬章受章。

## 著書
- 著者に『深海に行って参るぅ〜〜』
- 著書に『深海海底資源と国際法』（共著）
- 訳書にイーディス・ブラウン・ワイス『将来世代に公正な地球環境を』